# Leucauge nigrotarsalis
Leucauge nigrotarsalis este o specie de păianjeni din genul Leucauge, familia Tetragnathidae. A fost descrisă pentru prima dată de Doleschall, 1859. Conform Catalogue of Life specia Leucauge nigrotarsalis nu are subspecii cunoscute.